# 실화죄
실화죄(失火罪)는 과실로 인하여 건조물·기차·전차·자동차·선박·항공기·광갱(鑛坑) 또는 기타의 물건을 소훼하는 죄이다. 1,500만원 이하의 벌금에 처한다(형법 170조). 본죄의 보호법익은 공공의 평온이고 따라서 본죄도 공공위험죄이다. 업무상 실화·중실화(형법 171조)에 해당할 때는 형을 가중한다(3년 이하의 금고 또는 2,000만원 이하의 벌금). 과실로 인한 손해, 즉 실화는 작위에 의할 수도 있을 것이나 부작위에 의하여 발생하는 때가 많다. 사람의 주거에 사용하거나 사람의 현존하는 상기 건조물 등, 공공 또는 공익에 공하는 상기 건조물 등 또는 기타 물건으로서 타인의 소유에 속하는 것을 소훼하였을 때(형법 170조 1항)에는 추상적 위험범으로서 즉시 범죄가 성립하지만(형법 170조 1항),기타 물건으로서 자기의 소유에 속하는 것을 소훼하였을 때에는 구체적 위험범으로서 현실로 공공의 위험이 발생하였음을 요한다(형법 170조 2항). 방화죄 및 실화죄의 적용에 있어서는 자기의 소유에 속하는 물건이라도 압류 기타 강제처분을 받거나 타인의 권리 또는 보험의 목적물이 된 때에는 타인의 물건으로 간주한다(형법 176조). 실화의 민사상의 책임에 관하여는 '실화의 책임에 관한 법률'이 있어서 중과실이 있는 때를 제외하고는 그 손해배상의 책임을 면제하고 있다. 또한 실화의 위험이 있을 때에 관하여 경범죄처벌법 1조 27호에 화기사용죄(火氣使用罪)의 규정이 있다.